# Katarzyna Woźniak (lekarka)
Katarzyna Woźniak – polska lekarka-dermatolożka, profesor nauk medycznych i wykładowczyni akademicka.

## Życiorys
W 1990 roku ukończyła studia na Wydziale Lekarskim Akademii Medycznej w Warszawie. Później zawodowo związana z Kliniką Dermatologii i Wenerologii Warszawskiego Uniwersytetu Medycznego, gdzie odbyła szkolenie specjalizacyjne z dermatologii i wenerologii (dyplom specjalisty uzyskała w 2004 roku) oraz w 2002 roku otrzymała stopień doktora nauk medycznych, w 2007 roku doktora habilitowanego nauk medycznych, a w 2011 roku tytuł profesora zwyczajnego. Od 2023 roku zatrudniona w Państwowym Instytucie Medycznym Ministerstwa Spraw Wewnętrznych i Administracji.
Jest autorką i współautorką kilkudziesięciu prac naukowych z zakresu dermatologii oraz promotorką kilkunastu prac dyplomowych.
Zainteresowania zawodowe i naukowe skupiają się wokół genodermatoz, przede wszystkim pęcherzowego oddzielania naskórka, liszaja płaskiego oraz pemfigoidu.
Zajmuje się popularyzacją wiedzy na temat zdrowia skóry i chorób dermatologicznych.